# Operazione Ginny
Le operazioni Ginny I e Ginny II furono due missioni di sabotaggio, entrambe fallite, tentate dallo Office of Strategic Services (O.S.S.) americano (antesignano della CIA), durante la campagna in Italia nella Seconda Guerra Mondiale. L'obiettivo delle missioni era di far saltare in aria un tunnel ferroviario nella linea Genova – Pisa, all'altezza di Framura, in modo da interrompere le comunicazioni tra la Germania e le forze tedesche impegnate, in quel periodo, negli aspri combattimenti di Cassino. 

Una delle particolarità delle missioni, era che i componenti del commando erano quasi tutti statunitensi di origine italiana.
La prima missione, Ginny I, fu tentata nella notte tra il 27 ed il 28 febbraio 1944, quando 15 commando sbarcarono sulla terraferma ad ovest del piccolo comune di Framura, in Liguria; non riuscendo ad individuare il tunnel obiettivo del sabotaggio, i commando si resero conto di essere sbarcati nel punto sbagliato, e quindi venne deciso di annullare la missione.
La missione Ginny II fu intrapresa il mese successivo, per tentare di portare a compimento gli intendimenti del piano originale. Il 22 marzo 1944 avvenne un nuovo sbarco, che tuttavia si rivelò nuovamente lontano dal punto prestabilito. I commando, impossibilitati a ritornare indietro, vennero infine catturati da forze italo-tedesche due giorni dopo. Inviati a La Spezia per essere interrogati, nonostante vestissero uniformi militari vennero fucilati il 26 marzo, per ordine del comandante del LXXV Armee-Korps, generale Anton Dostler. 

Per questo crimine, alla fine della guerra lo stesso Dostler venne condannato a morte da un tribunale militare americano, e fucilato ad Aversa, il 1º dicembre 1945.

## Quadro storico di riferimento
L'Office of Strategic Services venne istituito nel giugno del 1942 dal generale William J. Donovan, con lo scopo di acquisire ed analizzare le informazioni di carattere strategico richieste dal Joint Chiefs of Staff, oltre che per condurre operazioni speciali non demandate ad altre unità. 

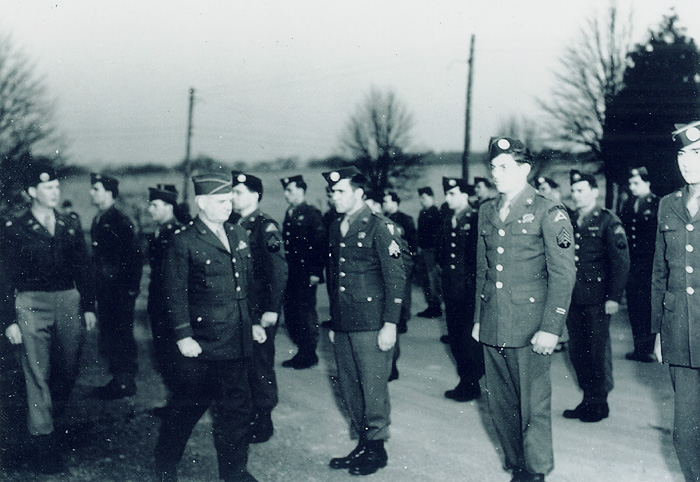
Il generale Donovan mentre passa in rassegna un Operational Group, 1945.

Essendo un organismo di fresca creazione, inizialmente l'OSS era carente di personale esperto e di risorse, e mancava di considerazione da parte degli ufficiali più conservatori, scettici riguardo all'impiego di forze speciali. Col tempo comunque l'OSS acquisì sempre maggiore prestigio, grazie al successo che ottenne nello stabilire contatti, nei territori occupati dal nemico, con segmenti di popolazione favorevoli agli alleati. Tali contatti si rivelarono di importanza vitale soprattutto per il successo dell'Operazione Torch, e l'organizzazione, tra i guerrieri delle comunità tribali del Marocco, di nuclei clandestini di combattenti, con lo scopo di prevenire un possibile attacco dell'Asse alle retrovie alleate. Un fattore importante per il successo di questo tipo di operazioni fu dato dall'impiego di personale bilingue. 

Per questo motivo, in previsione dello sbarco nel continente europeo, l'OSS istituì un nuovo genere di reparto,l'Operational Group (OG), ed iniziò a selezionare militari americani di seconda generazione, con capacità linguistiche che non fossero limitate al solo inglese. L'obiettivo era di creare piccoli gruppi di specialisti bilingue, con addestramento da commando, i quali, una volta paracadutati o comunque inseriti dietro alle linee nemiche di un paese occupato, sfruttando anche la conoscenza della lingua del luogo, avrebbero svolto missioni di disturbo nei confronti delle installazioni nemiche, oltre ad organizzare e fornire supporto ai nuclei locali della resistenza. 

Durante gli sbarchi di Salerno del settembre 1943, le unità di ranger sotto il comando del ten. colonnello William O. Darby ricevettero importanti informazioni tattiche proprio grazie all'opera di un distaccamento dell'OSS, informazioni grazie alle quali la difesa della penisola di Sorrento ebbe successo. 

Tre settimane dopo la resa italiana dell’8 settembre, l'Allied Force Headquarters (AFHQ) emanò una direttiva fondamentale, sotto il nome di OSS/SOE Activities in Italy, con la quale si stabiliva che l’impiego degli OG doveva riguardare le missioni in stile commando. Il documento impartiva quattro compiti all'OSS/SOE:
- Incitare e stimolare la popolazione italiana ad effettuare atti di resistenza alle forze di occupazione tedesche.
- Dirigere attacchi al sistema di comunicazioni e di trasporti nelle zone dell'Italia in mano al nemico. I membri dei gruppi d'assalto eseguiranno attacchi e rimarranno per addestrare e stimolare la popolazione locale a compiere ulteriori azioni similari.L'obiettivo dell'Operazione Ginny era una galleria della vecchia linea Pisa-La Spezia-Genova. A Framura le vecchie gallerie ferroviarie, cadute in disuso, sono state più tardi trasformate in pista ciclabile.

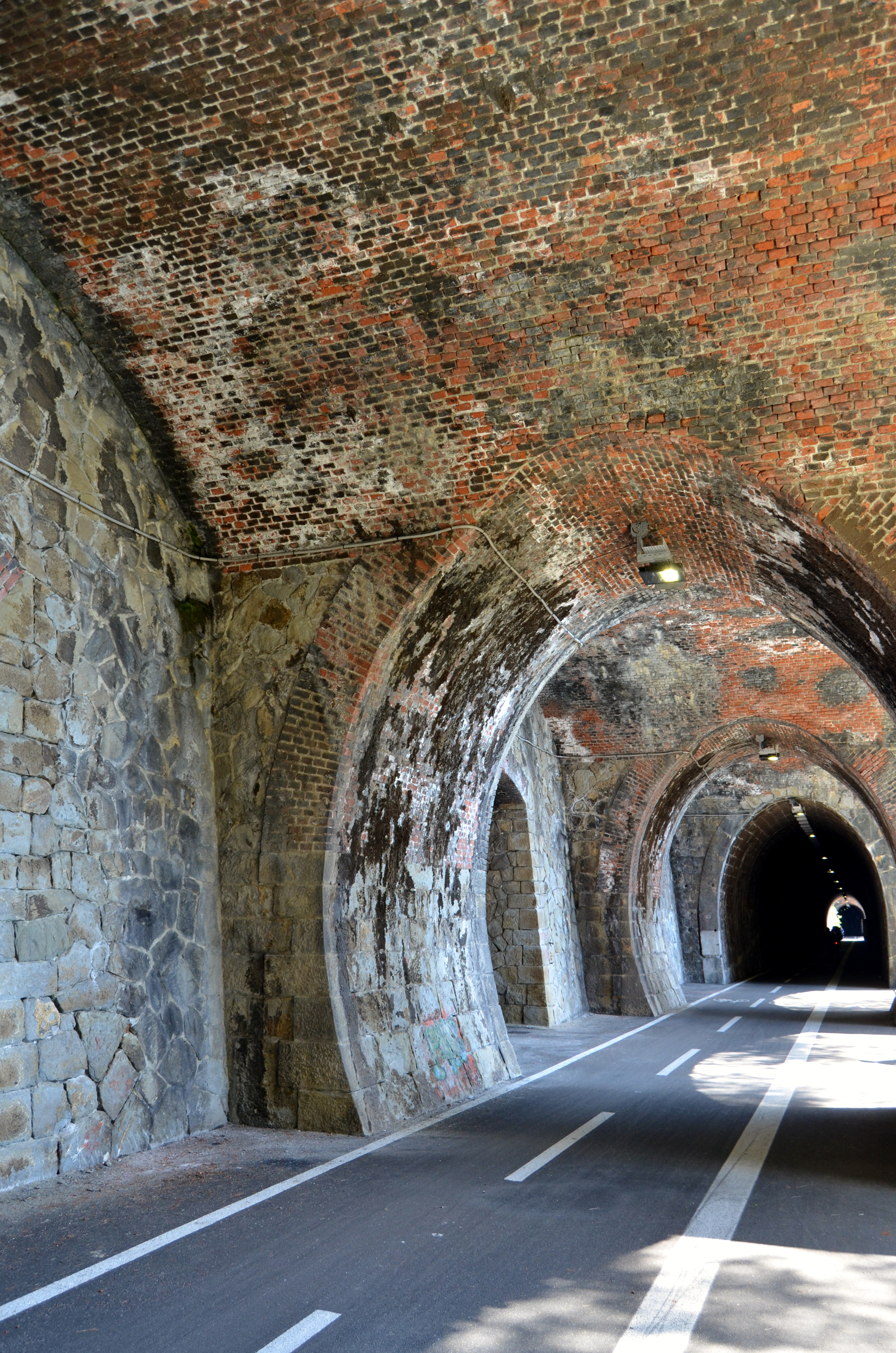
L'obiettivo dell'Operazione Ginny era una galleria della vecchia linea Pisa-La Spezia-Genova. A Framura le vecchie gallerie ferroviarie, cadute in disuso, sono state più tardi trasformate in pista ciclabile.

- Distruggere l'aviazione nemica mentre si trova al suolo.
- Distruggere i depositi di rifornimenti nemici.

Uno dei principali incarichi dell'OSS riguardava l'interruzione delle vitali linee di rifornimento che collegavano la Germania alla Linea Gustav (e più tardi alla Linea Gotica). A tal proposito gli Alleati avevano già in corso l'Operazione Strangle, che prevedeva bombardamenti aerei sulle arterie stradali e ferroviarie, nelle zone montuose della linea costiera del nord Italia. 
 
Nell'ambito di questa operazione si verificarono bombardamenti aerei disastrosi in numerose località liguri, tra cui Recco, Moneglia e Ronco Scrivia.

Tuttavia, dal momento che tali bombardamenti non avevano sortito effetti decisivi, l'OSS prese in considerazione l'impiego di squadre di sabotatori per compiere missioni di demolizione: in particolare, il 9 gennaio 1944, l'OSS propose la distruzione dei tunnel ferroviari tra Levanto e Bonassola, un segmento della linea Genova-Pisa. 
 
Il tunnel più lungo era quello denominato La Francesca, 510 metri circa, nel settore a nord-ovest dell'area selezionata come obiettivo; a sud-est, partendo 600 metri ad ovest della stazione di Levanto, si trovavano due corti tunnel, uno 105 e l’altro di 75 metri di lunghezza, separati da un tratto di 25 metri di rotaie scoperte. Tuttavia si presumeva che le pareti rocciose dei tunnel fossero costituite principalmente da serpentino, cosa che le rendeva più difficili da far crollare. Dalle informazioni ottenute da un ufficiale italiano prigioniero, si apprese che la linea costiera tra Genova e La Spezia era scarsamente vigilata, fattore questo che avrebbe garantito all'OSS un vantaggio tattico non indifferente. 
Inoltre si apprese che la linea viaggiava su di un unico binario, quindi per interrompere il traffico sarebbe bastato causare la distruzione di un tratto di tunnel anche ridotto, permettendo così di ottenere lo stesso effetto, ma con meno esplosivo. Questo significava che sarebbe stato sufficiente un piccolo nucleo di sabotatori, con una quantità di esplosivo minore del normale, per interrompere l'intera linea. L'incarico venne affidato al 2677th Headquarters Company, Detachment C, (Unit A, First Contingent), una delle unità speciali dell'OSS create nel 1943; in quel periodo il reparto si trovava in Corsica, ad Isola Rossa, al comando del colonnello Edward J. Glavin. 

Alla missione venne assegnato il nome in codice Ginny.

## I Commando
L'OSS selezionò per l'Operazione Ginny un gruppo di militari italo-americani dell'Operational Group (OG), in quanto la conoscenza della lingua venne ritenuta un elemento utile per il compimento della missione, per le comunicazioni con la popolazione locale. 

Nell'Operazione Ginny I il team (composto da personale appartenente alla 2677th Headquarters Company, Detachment C, Unit A, First Contingent di stanza in Corsica) era articolato nelle seguenti tre squadre:
- First Lt. Vincent J. Russo[8] (comandante del gruppo da sbarco);
- T/5 Salvatore Di Sclafani;
- T/5 John J. Leone;
- T/5 Angelo Sirico;
- T/5 John Lepore;
- T/5 Vittorio Amoruso;
- T/5 Thomas Savino;
- T/5 Joseph Noia.

- First Lt. Paul J. Traficante[9];
- T/Sgt. Livio Visceli;
- Sgt. Carmine Armando;
- Sgt. Dominick Mauro;
- T/5 Joseph Libardi;
- T/5 Rosario Squatrito.

- First Lt. Albert R. Materazzi (comandante della missione);
- Capt. Donald Wentzel (osservatore);
- Master Gunnery Sgt. W.B.Crossen (osservatore);
- Gunnery Sgt. C.B. Smith (sanità);
- Staff Sgt. Joseph J. Di Carli (sanità).

La missione Ginny II vide variazioni minime nelle formazioni:
- First Lt. Vincent Russo (comandante del gruppo da sbarco);
- Sgt. Alfred L. De Flumeri[10];
- T/5 Liberty J. Tremonte;
- T/5 Joseph M. Farrell;
- T/5 Salvatore DiSclafani;
- T/5 Angelo Sirico;
- T/5 Thomas N. Savino;
- T/5 John J. Leone;
- T/5 Joseph A. Libardi.

- First Lt. Paul J. Traficante;
- T/Sgt. Livio Visceli;
- Sgt. Dominick Mauro;
- Sgt. Joseph Noia;
- T/5 Rosario Squatrito;
- T/5 Santoro Calcara.

- First Lt. Albert R. Materazzi (comandante della missione);
- Lt. R.T. Boebel (osservatore);
- Lt. Harold Nugent (osservatore);
- T/5 Cesare Daddario.;

## Ginny I

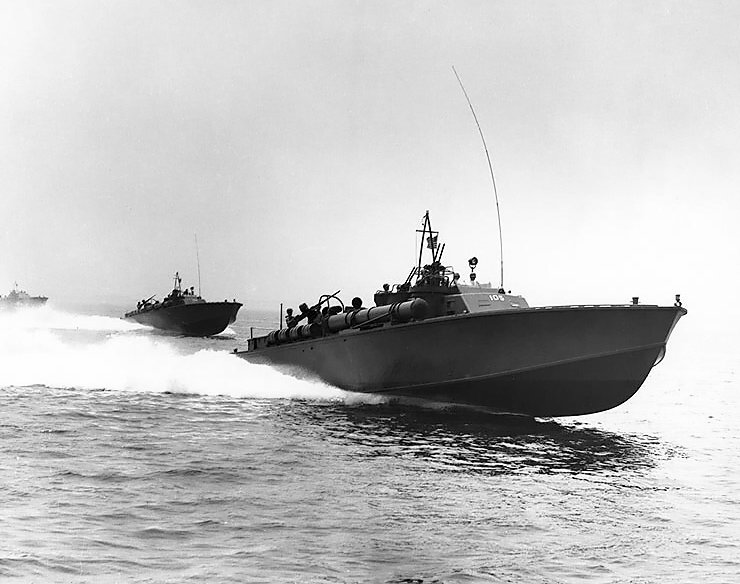
Una motosilurante (PT-boat) americana durante la Seconda Guerra Mondiale.

La prima delle due missioni Ginny ebbe luogo nella notte tra il 27 ed il 28 febbraio 1944, una notte in cui le fasi lunari avrebbero garantito condizioni favorevoli di illuminazione. Da Bastia, i 15 uomini dell'OG si imbarcarono su due PT-boat (motosiluranti) della U.S. Navy, che avrebbero dovuto partire per la costa ligure alle 18.00. La missione subì un ritardo di 45 minuti, perché sulla motosilurante che portava il gruppo demolitori venne riscontrato un malfunzionamento al radar, e dovette essere sostituita con un'altra, su cui venne trasbordata la squadra. Finalmente, alle 18.45 le due imbarcazioni partirono dalla baia, facendo rotta nord attraverso il Mar Ligure, verso l'obiettivo della stazione di Framura. Tuttavia, a causa di segnali sospetti sui radar, il viaggio subì ulteriori ritardi, nonostante nessuna imbarcazione né alcun aereo nemici venissero avvistati ad occhio nudo durante la traversata. 

Le motosiluranti giunsero al punto prestabilito per il rilascio dei commando alle ore 01.25, e le squadre di sabotatori, a bordo di gommoni, si diressero pagaiando verso nord-est; tutti gli incursori erano dotati dell'uniforme regolare dell'U.S. Army e non indossavano o portavano abiti civili con loro. Entrambe le squadre (demolitori e gruppo di protezione) sbarcarono in quello che ritenevano essere il punto previsto, ma ben presto, anche a giudicare dalla provenienza del rumore dei treni, si resero conto che erano sbarcati troppo a sud rispetto all'obiettivo (presumibilmente presero terra nel punto chiamato Scoglio di Panéa). 

Alle 02.45 il tenente Russo riferì via radio al comando missione che il suo team avrebbe impiegato per lo meno un'ora e mezza per raggiungere l'obiettivo, e che di conseguenza la missione non sarebbe terminata prima delle 04.15; richiese anche il permesso di proseguire, eventualmente anche passando la notte in loco, per essere recuperati la notte seguente. Ma il comandante della missione, a bordo di uno dei due motosiluranti, respinse la proposta, dal momento che il piano prevedeva le 03.30, al massimo le 04.00, come orario limite per terminare la missione. Tale limitazione nell'orario venne stabilita per consentire alla squadra di abbandonare la costa ligure con un ragionevole margine di sicurezza, soprattutto per evitare, con il sorgere del sole, di essere individuati da pattuglie tedesche. 

La prudenza, ed il timore che il team non sarebbe riuscito a completare la missione in tempo, spinsero il comandante della missione ad ordinare il ritorno alle motosiluranti, che vennero raggiunte dai commando alle 03.15; alle 07.30 le due imbarcazioni rientrarono a Bastia.

## Ginny II

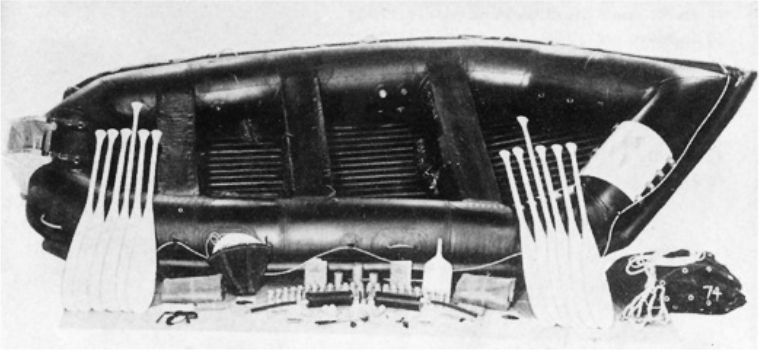
Un gommone LCRL, simile a quelli utilizzati dai commando nell'Operazione Ginny

La successiva operazione Ginny II vide ben pochi cambiamenti nello schema: l'obiettivo ed il piano della missione rimasero invariati, e le formazioni delle squadre subirono pochi cambiamenti. Quattro membri della squadra precedente (vedi sopra) vennero sostituiti con altri specialisti, mentre il T/5 Joseph Noia, che aveva fatto parte del team di demolizione in Ginny I, venne assegnato al team di protezione in Ginny II. Il tenente Russo comandava ancora il team di demolizione, ed il tenente Paul J. Traficante il team di protezione. 

Venne anche approntato un piano di emergenza: qualora la squadra si fosse resa conto di non essere in grado di ultimare la missione entro il tempo prestabilito, sarebbe dovuta ritornare immediatamente alla spiaggia per imbarcarsi ed essere portata via dalle motosiluranti. Nel caso le motosiluranti, per qualsiasi motivo, avessero dovuto abbandonare la zona, i componenti della squadra avrebbero dovuto raggiungere una casa sicura, nella quale avrebbero atteso la notte successiva per essere recuperati dalle motosiluranti.

### La missione
Il 22 marzo, alle 18.00, due motosiluranti della U.S. Navy, la PT210 e la PT214 presero a bordo la squadra dell'OG, e dopo essere salpate da Bastia fecero rotta verso la costa ligure. 

Le imbarcazioni giunsero al punto prestabilito alle 22.45, circa 300 yard (275 metri) a sud-ovest dall'obiettivo; la squadra si trasferì quindi su 

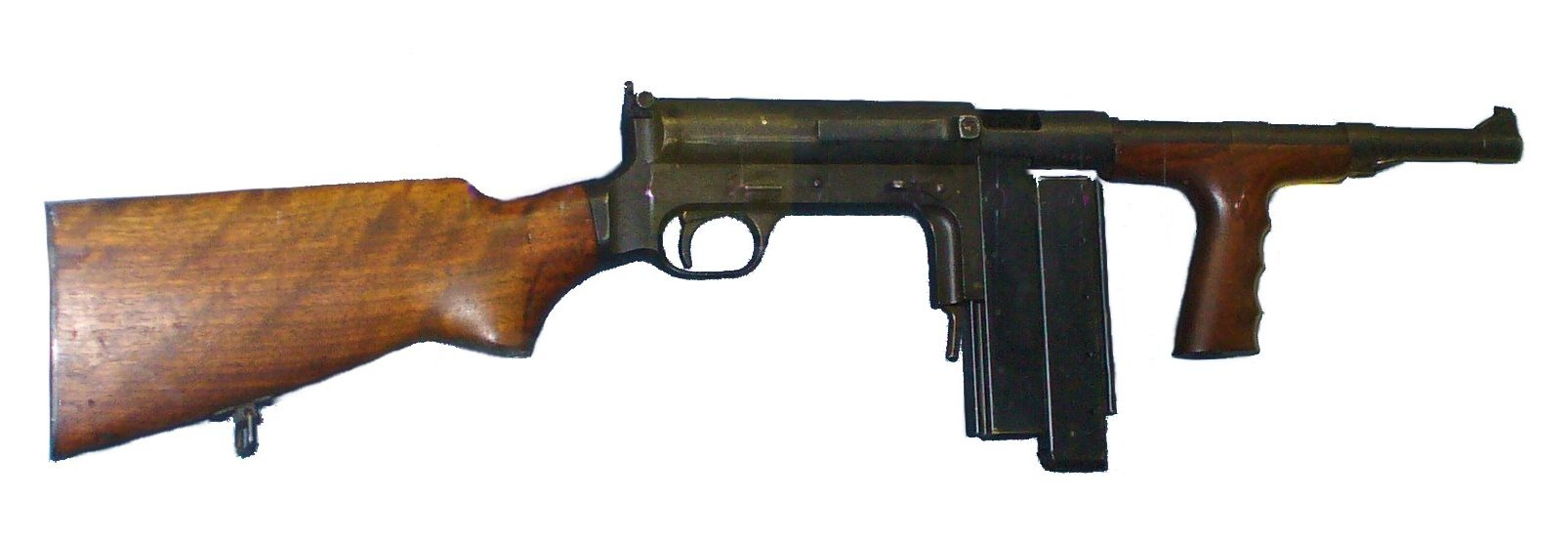
Il mitra United Defense M42, noto più semplicemente come Marlin.

tre gommoni, coi quali presero a pagaiare verso nord-est alle 22.55 (secondo il rapporto di uno dei due PT-boat, verso le 22.45). Giunti in un punto ad est della stazione di Framura, sbarcarono in quello che ritenevano essere il luogo previsto. Come anche in occasione dell'Operazione Ginny I, i commando indossavano la regolare uniforme dell'U.S. Army, e non avevano alcun capo di vestiario civile con loro.

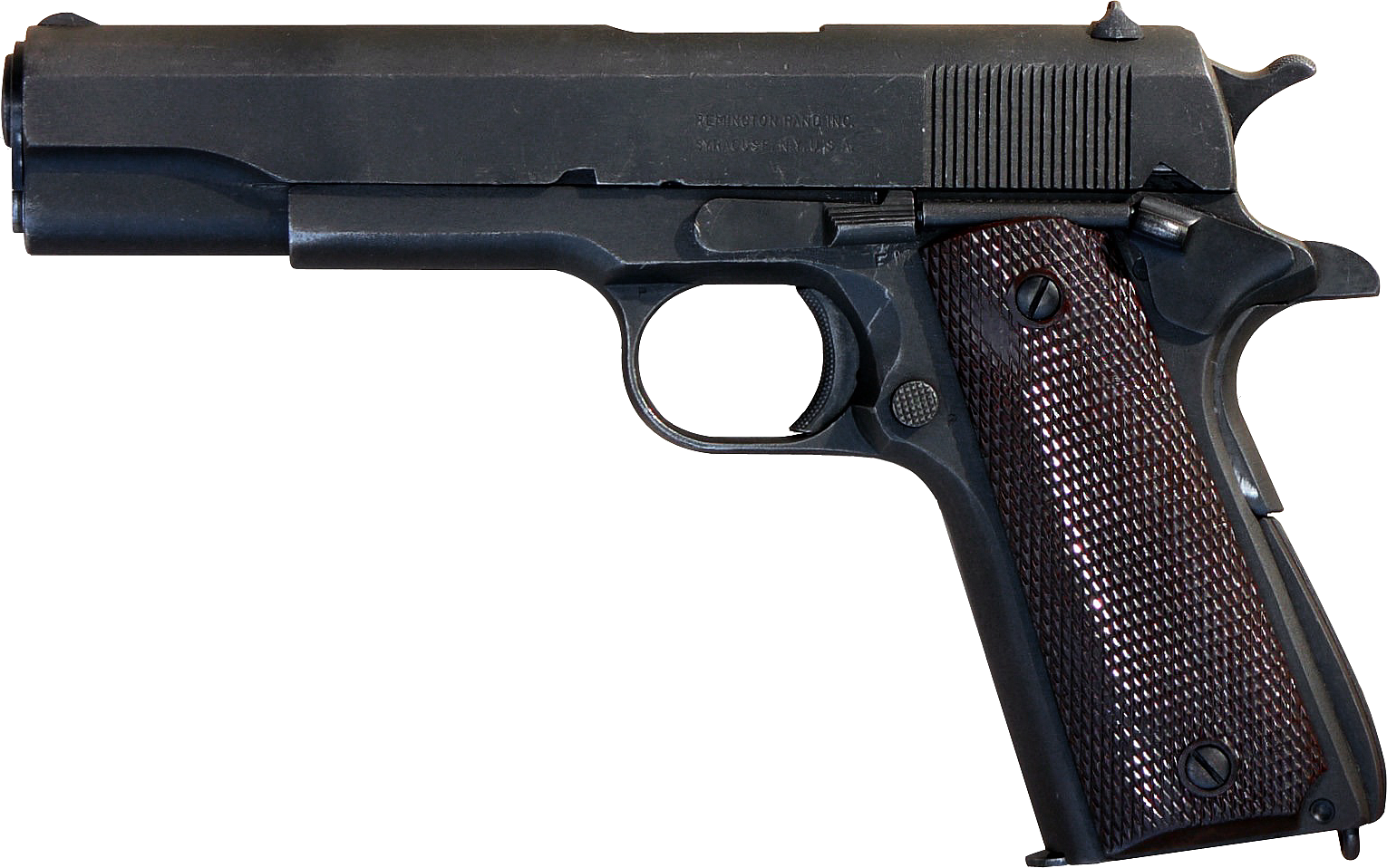
La diffusissima pistola Colt M1911A1, calibro .45 ACP.

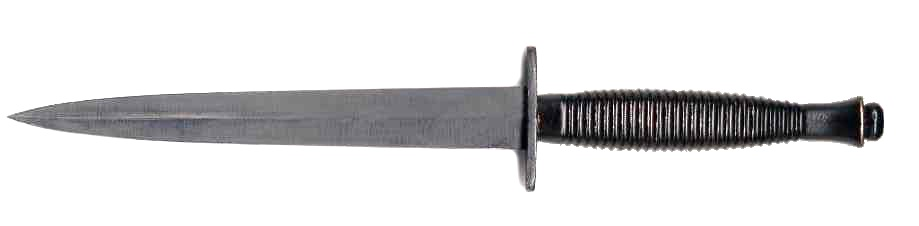
Il pugnale da combattimento inglese Fairbairn-Sykes, una delle dotazioni standard dei commando alleati.

Calcara, Tremonte e Farrell calzavano stivaletti da paracadutista, mentre gli altri calzavano i regolamentari scarponcini con ghette. Inoltre 
indossavano tutti berretti di lana, ed avevano rivoltato al contrario le giacche. Per evitare di essere collegati all'OSS, le divise non portavano alcun distintivo di appartenenza, e le uniche insegne che avevano lasciato sulle divise erano quelle relative ai gradi rivestiti nell'U.S. Army, applicate sulle maniche o sul colletto delle camicie e delle giacche. Tutti i commando erano armati con una pistola Colt M1911A1 calibro .45 ed un pugnale da combattimento Fairbairn–Sykes; ognuno dei sei membri del team di sicurezza era dotato anche di un mitra Marlin.
Gli uomini a bordo delle motosiluranti riuscivano a seguire le comunicazioni che i commando sui canotti si scambiavano via walkie-talkie. L'ultima che venne udita, alle 23.15, fu la voce di Paul Traficante, che rivolgendosi a Vincent Russo, pronunciò le parole "Vinnie, I see you. Wait for me" (Vinnie, ti vedo. Aspettami).
Alle 23.45 circa, un convoglio tedesco di cacciatorpediniere, di ritorno da una missione di posa mine, venne avvistato dalle motosiluranti americane mentre si avvicinava a Punta Mesco. Il PT210, comandato dal tenente Nuggett, e con a bordo il caporale Daddario, intraprese una manovra diversiva, ingaggiando anche un breve scontro a fuoco col naviglio nemico, creando poi una cortina fumogena per sganciarsi; il PT214, comandato dal tenente Boebel, e con a bordo il tenente Albert Materazzi, rimase invece in attesa al largo della spiaggia, con un motore acceso, cercando di mettersi in contatto con la squadra di commando sulla spiaggia. Tuttavia, nonostante i continui tentativi dell'operatore radio a bordo, nessuna comunicazione giunse dalla squadra a terra. Alle 2.00, le due motosiluranti si ricongiunsero 5 miglia al largo, in quanto i radar stavano segnalando numerosi oggetti lungo la costa (vennero avvistate anche due S-boot tedesche che pattugliavano la costa); dovettero quindi restare immobili ed in silenzio fino alle 3.00, quando si mossero verso la terraferma, fino ad arrivare sotto alle alte e rocciose scogliere di Framura, per cercare di stabilire un collegamento radio con i commando. A quel punto, in uno dei due PT-boat si ruppe il meccanismo del timone, e non fu possibile ripararlo prima delle 4.00. Non essendo giunta alcuna trasmissione dal team di sabotatori, le imbarcazioni tornarono a Bastia.

### L’occultamento
I commando toccarono terra in una piccola caletta, detta lo Scà. Una volta sbarcati, il tenente Russo si rese conto che il punto di arrivo era di nuovo sbagliato: si trovavano infatti vicino alla frazione di Carpeneggio, più o meno a metà strada tra Bonassola e la stazione di Framura. Questa volta quindi il gruppo era finito a circa 3 km dal punto previsto per lo sbarco, ed a 1,5 km dall'obiettivo. Nell'impossibilità di contattare le imbarcazioni, che nel frattempo stavano tornando alla base, a Russo e gli altri non rimase che attuare il piano di emergenza, che prevedeva di rimanere nascosti durante il giorno, stabilire un contatto con le motosiluranti la sera seguente, e quindi portare a termine la missione; in ogni caso il piano prevedeva che il team non avrebbe dovuto far esplodere il tunnel fino a che non fosse stato stabilito un contatto radio.

Dopo aver nascosto tra la vegetazione, come meglio potevano, i gommoni ed il materiale da demolizione, i commando si incamminarono su per il pendio, finché trovarono una stalla vuota, al limitare della località di Carpeneggio. Una volta dentro, i commando, completamente bagnati ed esausti, cercarono di accendere un falò; oltre al problema del freddo, gli incursori avrebbero dovuto gestire anche quello della fame, dal momento che non avevano nessun alimento, a parte alcune tavolette di cioccolato D-rations.

La mattina successiva (23 marzo) il tenente Russo ed il sergente Mauro uscirono alla ricerca di cibo e di informazioni. Un ragazzo del posto, tale Franco Lagaxo, li vide avvicinarsi a casa sua; dopo essersi presentati come soldati americani, gli domandarono di acquistare cibo per loro, cosa che accettò di fare; più tardi, quella stessa giornata, li guidò in una ricognizione dei luoghi, a seguito della quale venne individuata la posizione precisa dell'obiettivo, ovvero l'accesso ad uno dei tunnel della linea Genova-Pisa.

Nella serata dello stesso giorno 23 marzo, due PT-boat vennero inviati a stabilire un contatto radio con i commando, per procedere poi al loro recupero, come previsto dal piano di emergenza; a tal fine portavano con loro anche una squadra di rematori, un canotto e due imbarcazioni leggere, nel caso i tre canotti della squadra di commando fossero stati danneggiati. Tuttavia un guasto tecnico costrinse una delle due motosiluranti a rientrare in Corsica, mentre l'altra, che aveva proseguito la missione, venne costretta ad invertire la rotta dopo che il radar di bordo aveva rilevato i segnali di numerose imbarcazioni vicino alla costa.

Così i commando furono costretti a rimanere nascosti per un'altra giornata.

### La cattura
Nel frattempo però un pescatore, tale Oneto, aveva scoperto i gommoni sulla spiaggia, e ne aveva riferito la presenza alle autorità di Bonassola; da qui il pescatore accompagnò sul luogo due membri della milizia fascista, i quali, dopo aver trovato anche il materiale da demolizione con gli esplosivi, diedero l'allarme al locale comando tedesco. Venne quindi riunito un gruppo composto da militi fascisti e soldati tedeschi, che cominciò a battere la zona alla ricerca dei sabotatori. Lagaxo, che si era accorto di quanto stava accadendo, si precipitò verso la stalla per avvisare gli americani, ma ormai era troppo tardi.
Un gruppo di militi fascisti e di soldati tedeschi scoprirono due degli americani, probabilmente lasciati di guardia, e li disarmarono.
I due vennero subito dopo interrogati da uno dei militi fascisti, il quale, non ottenendo risultati, ebbe l'idea di utilizzare un fischietto da segnalazione trovato in uno dei canotti. Al suono del fischietto, i commando nascosti nella stalla si precipitarono fuori ed iniziò uno scontro a fuoco breve ma intenso. I militi italiani ed i soldati tedeschi, sebbene non numerosi, si disposero attorno alla stalla, e, usando senza risparmio bombe a mano ed armi automatiche, riuscirono a fare credere ai commando, già demoralizzati per il freddo e la fame, di essere circondati da forze considerevoli; durante lo scontro a fuoco, venne anche ferito in modo leggero il tenente Russo. Alla fine, gli americani furono costretti ad arrendersi. Attorno alle 12.00 vennero condotti a Bonassola, e rinchiusi della sede del partito fascista, dove più tardi vennero interrogati da un funzionario locale del partito, tale Guglielmini. Addosso ai commando (descritti indossare uniformi di colore kaki) vennero trovate alcune note in francese, e 30 000 lire, da utilizzare per raggiungere una casa sicura a Bobbio, nel caso fosse fallito il rientro via mare. 

Ai prigionieri venne dato da mangiare un po' di pane, ma solo dopo le insistenze di un abitante del posto. I membri della milizia fascista trattarono gli americani con ben poca simpatia, tanto che il funzionario Guglielmini fu udito chiedere al tenente Russo se non si vergognasse, lui figlio di italiani, di avere tentato di attaccare la sua terra di origine. Attorno alle 17.00 un camion della Wehrmacht caricò i prigionieri per portarli a La Spezia. 

Riguardo al breve periodo trascorso dai prigionieri a Bonassola, la ricostruzione è stata possibile in quanto, alla fine della guerra, le autorità americane sequestrarono gli archivi del partito fascista del paese, nei quali venne trovata una relazione dettagliata del funzionario Guglielmini. 

I prigionieri vennero quindi portati a La Spezia, al quartier generale della 135ª Festungbrigade tedesca, per essere interrogati.
Gli interrogatori venne condotto dal capo dell'intelligence della guarnigione, il tenente Wolfgang Koerbitz, il quale, non avendo esperienza di interrogatori, si avvalse dell'assistenza di un ufficiale dell'intelligence della Kriegsmarine, il capitano di corvetta Friedrich Klaps. Dal momento che Klaps non parlava inglese, si fece a sua volta assistere dal suo secondo, il sottotenente George Sessler, che aveva lavorato diversi anni negli Stati Uniti; anche se non ci sono prove in tal senso, è probabile che vennero usate tecniche più severe di interrogatorio, tanto che, alla fine, uno dei due tenenti rivelò che l'obiettivo della missione era di interrompere la linea di collegamento Pisa-La Spezia-Genova, facendo saltare uno dei tunnel ferroviari di Framura. Secondo altre fonti, i tedeschi carpirono le informazioni con uno stratagemma (venne interrogato per primo Traficante, che dichiarò solo il proprio nome, grado, unità ed indirizzo di casa; ma quando fu interrogato Russo, i tedeschi riuscirono a fargli credere che Traficante avesse già rivelato tutto il piano, inducendo lo stesso Russo a parlare).

### L’esecuzione
La mattina successiva (25 marzo) il colonnello Almers, comandante della 135ª brigata, trasmise un rapporto sulla cattura dei commando americani, e sulle informazioni apprese durante gli interrogatori, al suo diretto superiore, il comandante del LXXV Armee-Korps generale Anton Dostler. Questi a sua volta informò il feldmaresciallo Albert Kesselring, comandante in capo di tutte le forze tedesche in Italia, richiedendo istruzioni su cosa fare dei prigionieri. Stando a quanto riferì l’aiutante di campo di Dostler, Kesselring ne ordinò l’esecuzione; pertanto, Dostler firmò l'ordine di passare per le armi la mattina seguente tutti e quindici i prigionieri americani. L’ordine era stato impartito in attuazione di una direttiva segreta di Hitler, il cosiddetto Kommandobefehl (Ordine dei commando), che prevedeva l'esecuzione immediata e senza processo di tutti gli incursori nemici catturati dietro le linee tedesche, anche se in divisa, ed anche se si fossero spontaneamente arresi. Un ufficiale del servizio di intelligence di Dostler, Alexander zu Dohna-Schlobitten, non al corrente del Kommandobefehl, si rifiutò di firmare l’ordine di fucilazione, in quanto tale atto avrebbe violato le convenzioni internazionali; a causa del suo rifiuto, venne rimosso dall'incarico e congedato dalla Wehrmacht per insubordinazione. 

Durante la serata del 25 marzo vennero avanzate al generale Dostler, dagli ufficiali della 135 brigata, ed anche dai due ufficiali della Kriegsmarine che si erano occupati degli interrogatori, diverse richieste di annullamento dell'ordine di esecuzione. Gli ultimi due tentativi vennero effettuati telefonicamente, nella tarda serata del 25. Tuttavia Dostler confermò l'ordine, richiedendo una conferma scritta da inviare la mattina dopo, ad ordine eseguito. 

La mattina del 26 marzo, i quindici commando, che ancora indossavano l'uniforme dell'U.S. Army, vennero avviati in una impervia località nel comune di Ameglia chiamata Punta Bianca(coordinate: N44.03605 E009.97747), vicino a Bocca di Magra, dove vennero fucilati. A quanto pare, la popolazione civile fu costretta ad assistere all'esecuzione, dopo la quale furono anche distribuiti dai tedeschi pacchi di riso. Nessuno dei soldati fucilati aveva subito un regolare processo.

Il giorno dopo, la notizia della morte dei 15 commando giunse agli alleati: alcuni dei soldati del plotone d'esecuzione erano soliti giocare a calcio con i ragazzi del luogo, ed uno di loro si vantò del fatto davanti agli italiani. La voce giunse quindi al parroco, che a sua volta riuscì a farla arrivare agli americani.

## Conseguenze
Dopo la resa della Germania e la cessazione delle ostilità, l'8 maggio 1945, il feldmaresciallo Kesselring venne posto agli arresti dagli alleati; il 6 ottobre 1945, venne interrogato in relazione alla morte dei 15 commando americani. 
 La sua risposta fu che non ricordava di avere mai avuto informazioni riguardo alla cattura di incursori americani dell'OSS. Obiettò anche che in quel periodo riceveva numerosi rapporti, e che di frequente era lontano dal suo quartier generale di Roma. A Kesselring vennero rivolte anche domande circa il Kommandobefehl, il quale costituiva una palese violazione delle convenzioni internazionali (Convenzione dell'Aia del 1907 e Convenzione di Ginevra del 1929). Kesselring rispose che l'ordine non era vincolante per lui, e che comunque l'ordine stesso poteva essere interpretato in vari modi. Alla fine della guerra gli archivi del Kesselring vennero deliberatamente distrutti dal suo staff, quindi non fu possibile esaminarli alla ricerca di eventuali prove a carico del feldmaresciallo, in relazione alla fucilazione dei 15 commando.

## Il processo al generale Dostler
Il generale Dostler si arrese agli alleati il 2 maggio 1945, a Brescia, e venne arrestato il giorno 8 dello stesso mese. Condotto di fronte ad un tribunale militare americano, venne sottoposto a processo nella Reggia di Caserta.
Il processo, iniziato l'8 ottobre 1945, fu il banco di prova per i successivi processi di Norimberga, dove saranno poi giudicati i più importanti esponenti del partito nazista e delle forze armate tedesche. 

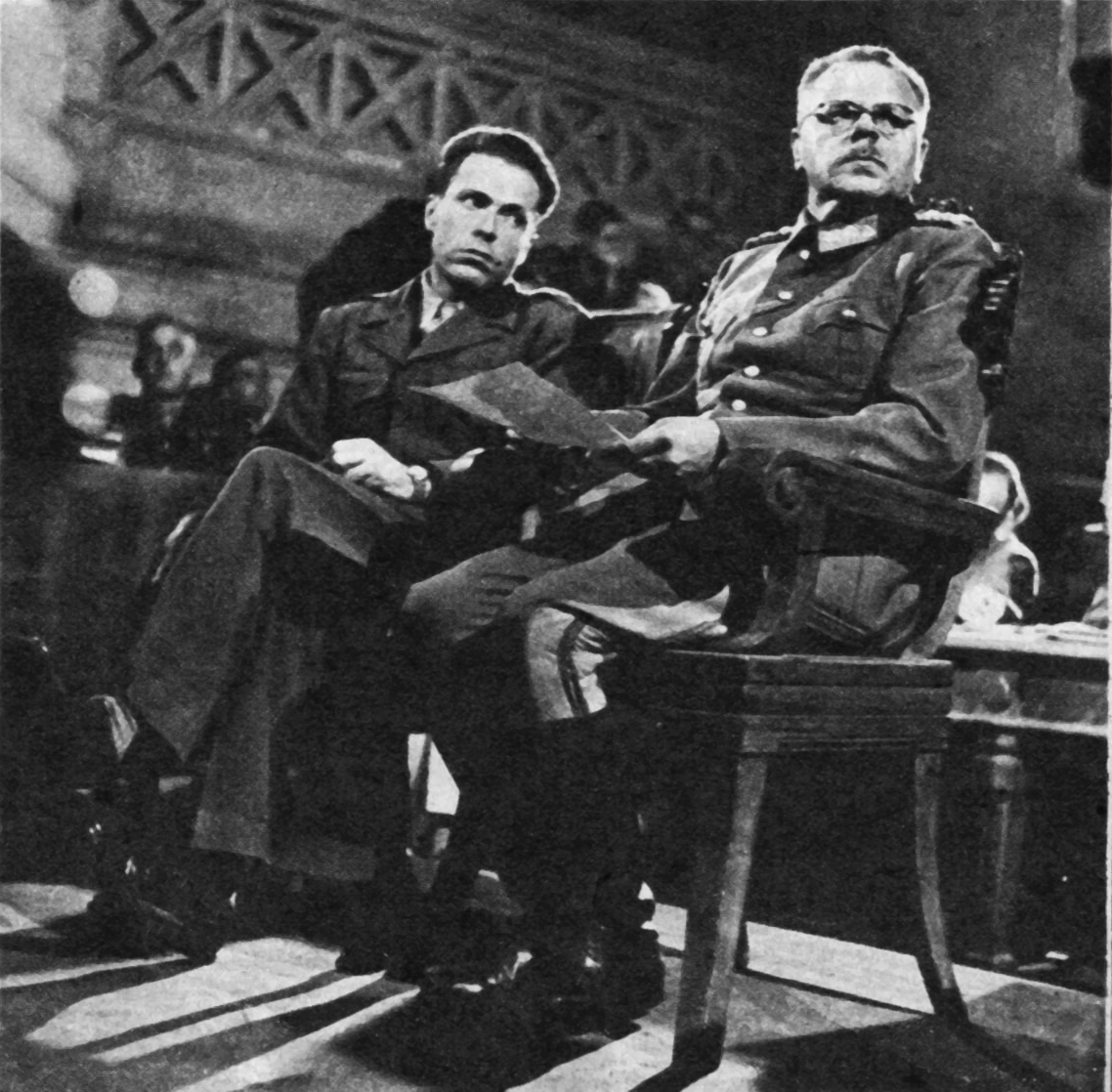
Il generale Dostler con il suo interprete, Albert O. Hirschman, durante un'udienza del processo.

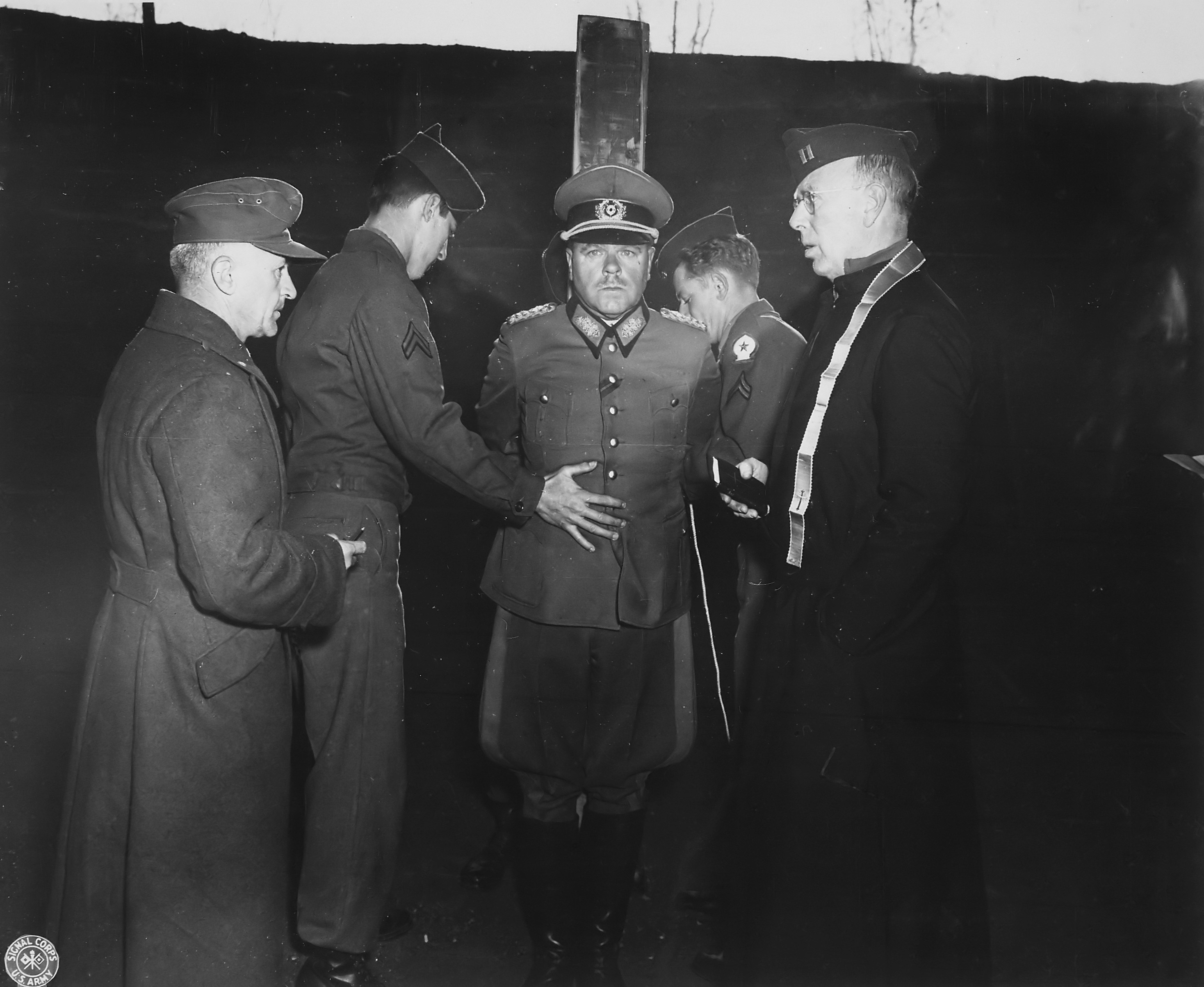
Preparativi dell'esecuzione capitale di Dostler

Nel suo processo, Dostler sostenne di avere revocato una prima volta l'ordine di esecuzione, dopo che gli era stato riferito che quelli che si pensava fossero sabotatori italiani, erano in realtà militari americani; ma che alla fine era stato costretto, in obbedienza ad ordini superiori, a confermare l'ordine di esecuzione; in ogni caso, sostenne che la fucilazione dei prigionieri non era stato un atto illegittimo, in quanto gli stessi, non indossando un'appropriata uniforme, non ricadevano sotto le tutele accordate dalla convenzione di Ginevra ai prigionieri di guerra. Effettivamente le uniformi indossate dai commando erano state private delle insegne di appartenenza, in contrasto con quanto previsto dall'art. 1 della Convenzione dell'Aia del 1907, tuttavia Dostler mentì quando affermò che i sabotatori vennero catturati mentre indossavano abiti civili. Il tribunale militare rigettò la tesi dell'obbedienza agli ordini superiori, dal momento che le direttive del Kommandobefehl, nei fatti, erano state completamente disattese da Dostler (l'ordine del Führer era di passare immediatamente per le armi i prigionieri, e – nel caso fossero stati catturati vivi – avrebbero dovuto essere consegnati subito al Sicherheitsdienst, con l'esplicito divieto, per la Wehrmacht, di trattenerli sotto la propria autorità). 

Rigettò anche la tesi del legittimo atto di rappresaglia, in quanto l'appartenenza dei militari, che indossavano le insegne di grado dell'U.S. Army, era di fatto chiaramente riconoscibile. 

Dostler venne quindi giudicato colpevole di violazione dell'art. 2 della Convenzione di Ginevra del 1929. La sentenza stabilì anche che "non è accettabile che un soldato, e ancora meno un generale investito di incarichi di comando, possa considerare l'esecuzione sommaria di prigionieri di guerra un legittimo atto di rappresaglia".
Dostler venne dichiarato colpevole di crimini di guerra, e condannato a morte per fucilazione. La sentenza venne eseguita il 1º dicembre 1945 ad Aversa.

## Commemorazione

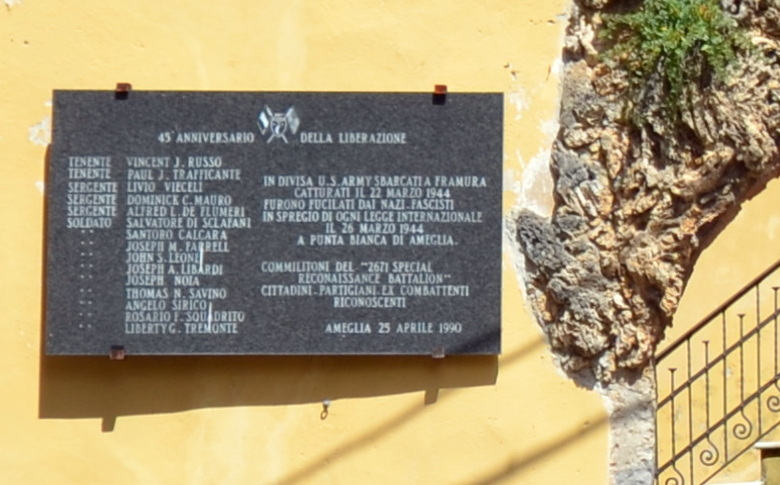
La lapide commemorativa posata in Piazza della Libertà ad Ameglia

Presso il Comune di Ameglia, nella Piazza della Libertà, esiste una lapide in memoria dei 15 soldati americani fucilati, posata il 25 aprile del 1990 in occasione del 45º anniversario della Liberazione.
Nel 2004, al fine di commemorare il 60º anniversario della missione, l'American OSS Society ed il Comune di Ameglia hanno deposto una placca commemorativa a Punta Bianca.
Inoltre è stato eretto un monumento lungo la Strada Statale 30 (Via della Pace), all'altezza del civico 61, nei pressi del luogo dove avvenne la fucilazione dei 15 militari americani.